# Atletico Tanger
O Atletico Tanger é um clube de futebol com sede em Tanger, Marrocos. A equipe compete no Campeonato Marroquino de Futebol.

## História
O clube foi fundado em 2000.